# Türkische Badminton-Mannschaftsmeisterschaft
Türkische Badminton-Mannschaftsmeisterschaften werden seit 1997 ausgetragen.

## Die Titelträger
| Saison    | Sieger                                   |
| --------- | ---------------------------------------- |
| 1997      | Hacettepe Universitesi Sport Kulübü      |
| 1998      | Hacettepe Universitesi Sport Kulübü      |
| 1999      | EGO Spor Kulübü                          |
| 2000      | EGO Spor Kulübü                          |
| 2001      | Gazi Üniversitesi Sport Kulübü           |
| 2002      | EGO Spor Kulübü                          |
| 2003      | EGO Spor Kulübü                          |
| 2004      | EGO Spor Kulübü                          |
| 2005      | Gaziosmanpaşa Belediyesi Spor Kulübü     |
| 2006      | EGO Spor Kulübü                          |
| 2007      | EGO Spor Kulübü                          |
| 2008      | EGO Spor Kulübü                          |
| 2009      | EGO Spor Kulübü                          |
| 2010      | Ankara Büyükşehir Beledıyesı Spor Kulübü |
| 2011      | EGO Spor Kulübü                          |
| 2012      | EGO Spor Kulübü                          |
| 2013      | EGO Spor Kulübü                          |
| 2014      | EGO Spor Kulübü                          |
| 2015      | İstanbul Buyuk Şehir Belediyesi          |
| 2016      | İstanbul Buyuk Şehir Belediyesi          |
| 2017      | İstanbul Buyuk Şehir Belediyesi          |
| 2018 2023 | nicht ausgetragen                        |
| 2024      | Erzincan İl Özel İdaresi ve Spor Kulübü  |